# 荔波角蟾
荔波角蟾（学名：Boulenophrys liboensis），一种于中华人民共和国贵州省荔波县发现的两栖动物，隶属于角蟾科布角蟾属。其种加词“liboensis”意为“贵州省荔波县的”。

## 形态特征
雷山角蟾体型较大，雄蟾体长60.53～67.7毫米，雌蟾体长60.78～70.57毫米。身体背部一般呈红棕色，眶间具有镶红色细边的倒三角形深色斑，体背有清晰“X”形细肤棱；四肢背面具有深色横纹；喉、胸部为深红色，上有深色不规则斑点，腹后部皮肤浅灰色；四肢腹面色浅灰色，上有白色细小斑点。

## 保护
本种于2023年被收录入《有重要生态、科学、社会价值的陆生野生动物名录》。